# Notiophilus quadripunctatus
Notiophilus quadripunctatus es una especie de escarabajo del género Notiophilus, familia Carabidae. Fue descrita científicamente por Dejean en 1826.
Esta especie habita en Gran Bretaña, Francia, Bélgica, Países Bajos, Alemania, Suiza, España, Italia, Macedonia del norte, Grecia, Marruecos, Argelia, Túnez y Madeira.